# Ematurga mariscolore
Ematurga mariscolore là một loài bướm đêm trong họ Geometridae.